# Уголок поэтов

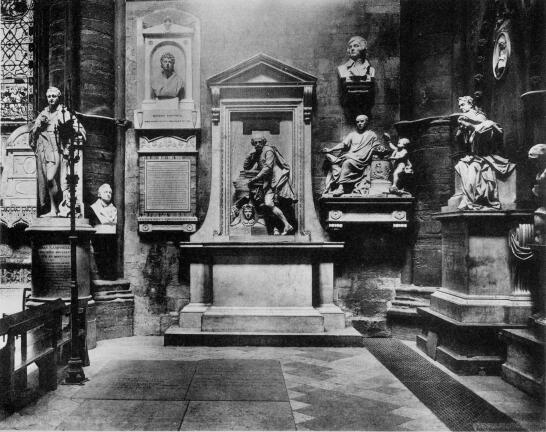
Уголок поэтов в Вестминстерском аббатстве

Уголок поэтов (англ. Poets' Corner) — часть южного трансепта Вестминстерского аббатства, где традиционно осуществляют захоронение и увековечивание поэтов, драматургов и писателей.
Среди последних мероприятий — установка в 2009 году напольного мемориального камня в память об основателях Королевского балета (англ. The Royal Ballet), мемориальной таблички памяти Элизабет Гаскелл. В 2011 году планировали установить мемориальную доску в честь британского поэта Теда Хьюза, при этом прах поэта переноситься в Уголок поэтов не будет.

## История
Первым захороненным в Уголке поэтов стал Джеффри Чосер. Это произошло в 1400 году и в большей степени благодаря его должности прораба (англ. Clerk of Works) на строительстве Вестминстерского дворца, нежели писательской славе. Памятник был установлен спустя 150 лет — в 1556 году. Однако с момента похорон Чосера и до захоронения здесь следующего поэта прошло почти двести лет. Следующим похороненным стал Эдмунд Спенсер, умерший в 1599 году и похороненный всего в нескольких ярдах от Чосера. Так родилась традиция: южный придел стал местом погребения поэтов. Со временем, в Уголке поэтов стали устанавливать мемориальные доски, камни и памятники литераторам, не похороненным в аббатстве.
Между смертью персоналии и захоронением (установкой мемориала) могло пройти много времени. Так, в частности, Джордж Байрон, чья поэзия была популярна уже при его жизни, но который вел скандальный образ жизни, умер в 1824 году, а чести быть увековеченным в Уголке поэтов удостоился лишь в 1961 году.
Уильяму Шекспиру, похороненному в Стратфорде-на-Эйвоне в 1616 году, памятник в Уголке поэтов был установлен в 1740 году по проекту английского скульптора Уильяма Кента.
Последнее захоронение относится к 1989 году, это был знаменитый британский актёр Лоуренс Оливье, после похорон которого было объявлено, что усыпальница переполнена.
До сих пор остаются неясными критерии, согласно которым того или иного литератора «допускают» в Уголок поэтов. Так, чести быть похороненными в аббатстве не были удостоены такие знаменитые и канонические литераторы, как Свифт, Элизабет Барретт Браунинг и Сэмюэл Тейлор Кольридж.

## Типы мемориалов
Мемориалы могут быть нескольких типов. Некоторые представляют собой каменные плиты в полу с начертанным на них именем, другие представляют собой каменные памятники, статуи, бюсты или дощечки, размещенные на стенах и в нишах. Некоторые объединены в группы, как, например, для сестер Бронте (установленный в 1939 году, но из-за войны открытый лишь в 1947 году).
На надгробном камне на могиле Бена Джонсона высечено «O Rare Ben Johnson» (sic). Существует мнение, что это может означать «Orare Ben Jonson» (буквально Молись о Бене Джонсоне), что означало бы, что на смертном одре он обратился в Католицизм, но между «О» и «rare» есть разрыв. Тот факт, что он был похоронен в вертикальной могиле свидетельствует о его весьма скромных возможностях к моменту смерти.
Когда свободное место на полу и стенах закончилось, было принято решение об установке мемориального витражного окна в память об историке архитектуры Эдварде Хаббарде (англ. Edward Hubbard), именно там устанавливались все новые мемориальные доски и таблички.

## Захоронения
| Портрет | Имя                                             | Родился      | Умер | Возраст    | Особенности захоронения | Род занятий                                                      |
| ------- | ----------------------------------------------- | ------------ | ---- | ---------- | --- | ---------------------------------------------------------------- |
|         | Адам, Роберт                                    | 1728         | 1792 | 63         | … | Архитектор                                                       |
|         | Барроу, Исаак                                   | 1630         | 1677 | 46         | … | Математик                                                        |
|         | Бомонт, Фрэнсис                                 | 1584         | 1616 | 31—32      | Могила утеряна. Имя начертано на надгробии Коули. | Драматург                                                        |
| …       | Бомонт, Джон (John Beaumont)                    | 1583         | 1627 | 43—44      | … | Поэт                                                             |
| …       | Бенсон, Уильям (William Benson)                 | неизвестно   | 1549 | неизвестно | … | Настоятель Вестминстерского аббатства                            |
| …       | Боуз, Мэри Элинор (Mary Eleanor Bowes)          | 1749         | 1800 | 51         | В некоторых источниках указывалось, что её похоронили в придворном платье со всеми аксессуарами, необходимыми для королевской аудиенции, по другой информации она похоронена в своем свадебном платье. | Поэт и драматург                                                 |
|         | Браунинг, Роберт                                | 1812         | 1889 | 77         | Могила Браунинга находится рядом с могилой Альфреда Теннисона. | поэт и драматург                                                 |
|         | Басби, Ричард (Richard Busby)                   | 1606         | 1695 | 88—89      | … | Ученый и наставник                                               |
|         | Кемден, Уильям                                  | 1551         | 1623 | 72         | … | Историк и антиквар                                               |
|         | Кэмпбелл, Томас (Thomas Campbell)               | 1777         | 1844 | 66         | Похоронен 3 июля 1844 года | Шотландский поэт                                                 |
| …       | Кэри, Генри Фрэнсис                             | 1772         | 1844 | 72         | Похоронен 14 августа 1844 | Писатель и переводчик                                            |
|         | Казобон, Исаак де                               | 1559         | 1614 | 55         | … | Ученый                                                           |
|         | Уильям Чамберс                                  | 1723         | 1796 | 75         | … | Архитектор                                                       |
|         | Чосер, Джеффри                                  | c. 1343      | 1400 | 56—57      | Могила не отмечена. Имя начертано на надгробии Коули. | Писатель и поэт                                                  |
|         | Каули, Абрахам                                  | 1618         | 1667 | 48—49      | … | Поэт                                                             |
|         | Камберленд, Ричард                              | 1732         | 1811 | 79         | … | Драматург                                                        |
|         | Давенант, Уильям                                | 1606         | 1668 | 62         | … | Поэт и драматург                                                 |
|         | Денхам, Джон (John Denham)                      | 1614 or 1615 | 1669 | 63—65      | Могила не отмечена. Имя начертано на надгробии Коули. | Поэт                                                             |
|         | Диккенс, Чарльз                                 | 1812         | 1870 | 58         | Согласно завещанию Ч. Диккенса, ему не устроили пышных похорон, ограничились лишь скромной церемонией в Аббатстве 14 июня 1870 | Писатель                                                         |
|         | Дрейтон, Майкл (Michael Drayton)                | 1563         | 1631 | 67—68      | … | Поэт                                                             |
|         | Драйден, Джон                                   | 1631         | 1700 | 68         | Могила не отмечена. Имя начертано на надгробии Коули. | Поэт и драматург                                                 |
| …       | Фокс, Адам                                      | 1883         | 1977 | 93—94      | … | Профессор поэзии в Оксфорде, Каноник Вестминстверского аббатства |
|         | Гаррик, Дэвид                                   | 1717         | 1779 | 61         | … | Драматург                                                        |
|         | Вигель, Ева Мария                               | 1724         | 1822 | 98         | Жена Дэвида Гаррика | Танцовщица                                                       |
|         | Гей, Джон                                       | 1685         | 1732 | 47         | … | Поэт и драматург                                                 |
|         | Гиффорд, Уильям (William Gifford)               | 1756         | 1826 | 70         | | Поэт и издатель                                                  |
|         | Грот, Джордж (George Grote)                     | 1794         | 1871 | 76         | … | Историк и политик                                                |
|         | Хаклюйт, Ричард                                 | c.1552       | 1616 | 63—64      | … | Писатель                                                         |
|         | Гендель, Георг Фридрих                          | 1685         | 1759 | 74         | … | Композитор                                                       |
|         | Харди, Томас                                    | 1840         | 1928 | 87         | Похороны Харди 16 января 1928 года стали весьма неоднозначным событием, поскольку по завещанию самого Харди его должны были похоронить рядом с женой Эммой в Стинфорде (англ. Stinsford). Душеприказчик Харди настаивал на захоронении в Вестминстерском аббатстве в Уголке поэтов. Согласно достигнутому компромиссу, сердце Харди было похоронено рядом с женой в Стинфорде, а его прах в аббатстве. | Писатель и поэт                                                  |
|         | Ирвинг, Генри                                   | 1838         | 1905 | 67         | … | Актёр                                                            |
|         | Джонсон, Сэмюэл                                 | 1709         | 1784 | 75         | … | Писатель, поэт и лексикограф                                     |
|         | Киплинг, Редьярд                                | 1865         | 1936 | 70         | … | Писатель и поэт                                                  |
| …       | Литлингтон, Николас (англ. Nicholas Litlington) | before 1315  | 1386 | 70+        | … | Аббат                                                            |
|         | Маколей, Томас Бабингтон                        | 1800         | 1859 | 59         | Похороны 9 января 1860. | Поэт и историк                                                   |
|         | Макферсон, Джеймс                               | 1736         | 1796 | 59         | … | Писатель и поэт                                                  |
|         | Мейсфилд, Джон                                  | 1878         | 1967 | 88         | В соответствии с его завещанием был кремирован, а его прах захоронен в Уголке поэтов. | Писатель и поэт                                                  |
| …       | Морэй, Роберт (Robert Moray)                    | 1608/9       | 1673 | 63—65      | Могила не отмечена. Имя начертано на надгробии Коули. | Государственный деятель, философ                                 |
|         | Марри, Гилберт Gilbert Murray                   | 1866         | 1957 | 91         | … | Учёный и переводчик                                              |
|         | Оливье, Лоренс                                  | 1907         | 1989 | 82         | … | Актёр                                                            |
|         | Томас Парр (Old Tom Parr)                       | 1483         | 1635 | 152        | … | Предположительно, английский долгожитель                         |
|         | Прайор, Мэтью Matthew Prior                     | 1664         | 1721 | 57         | Могила не отмечена. Имя начертано на надгробии Коули. | Поэт и дипломат                                                  |
|         | Роу, Николас Nicholas Rowe                      | 1674         | 1718 | 44         | … | Драматург и поэт                                                 |
|         | Шарль де Сент-Эвремон Charles de Saint-Évremond | 1610         | 1703 | 93         | Могила не отмечена. Имя начертано на надгробии Коули. | Эссеист и литературный критик                                    |
|         | Шеридан, Ричард Бринсли                         | 1751         | 1816 | 64         | … | Драматург и поэт                                                 |
| …       | Саут, Роберт Robert South                       | 1634         | 1716 | 81         | … | Теолог и поэт                                                    |
|         | Спенсер, Эдмунд                                 | c. 1552      | 1599 | 46—47      | … | Поэт                                                             |
| …       | Степлтон, Роберт (Robert Stapylton)             | c.1607       | 1669 | 61—62      | … | Драматург                                                        |
| …       | Стил, Мэри (Mary Steele)                        | 1678         | 1718 | 40         | … | Автор дневников                                                  |
|         | Теннисон, Альфред                               | 1809         | 1892 | 83         | Пышные похороны состоялись 12 октябрь 1892. В 1893 правительство формально заказало установку бюста Теннисону в Уголке поэтов. | Поэт                                                             |
|         | Тирволл, Конноп (Connop Thirlwall)              | 1797         | 1875 | 78         | … | Епископ и историк                                                |
| …       | Триплет, Томас (англ. Thomas Triplet)           | c.1601       | 1670 | 68—69      | … | Пребендарий                                                      |
| …       | Тудор, Оуэн (англ. Owen Tudor)                  | 1429         | 1501 | 71—72      | … | Монах                                                            |

## Памятники
| Портрет | Имя                                   | Родился            | Умер               | Возраст    | Год установки памятника | Описание памятника | Род деятельности                    |
| ------- | ------------------------------------- | ------------------ | ------------------ | ---------- | ----------------------- | --- | ----------------------------------- |
|         | Аддисон, Джозеф                       | 1672               | 1719               | 47         | 1809                    | Статуя | Поэт                                |
|         | Энсти, Кристофер (Christopher Anstey) | 1724               | 1805               | 80         | 1807                    | Stone tablet | Poet and author                     |
|         | Арнольд, Мэтью                        | 1822               | 1888               | 65         | 1891                    | Бюст | Поэт                                |
|         | Эшкрофт, Пегги                        | 1907               | 1991               | 83         | 2005                    | Напольный камень | Актриса                             |
|         | Оден, Уистен Хью                      | 1907               | 1973               | 66         | 1974                    | Напольный камень | Поэт                                |
|         | Остин, Джейн                          | 1775               | 1817               | 41         | 1967                    | Настенная табличка | Писатель                            |
|         | Бетчеман, Джон John Betjeman          | 1906               | 1984               | 77         | 1996                    | Напольный камень | Поэт и писатель                     |
|         | Блейк, Уильям                         | 1757               | 1827               | 69         | 1957                    | Мемориальный бюст | Поэт и художник                     |
| …       | Бут, Бартон Barton Booth              | 1681               | 1733               | 51-52      | 1772                    | Памятник | Актёр                               |
|         | Бронте, Шарлотта                      | 1816               | 1855               | 38         | 1947                    | Мемориальная табличка | Писатель                            |
|         | Бронте, Энн                           | 1820               | 1849               | 29         | 1947                    | Мемориальная табличка | Писатель                            |
|         | Бронте, Эмили                         | 1818               | 1848               | 30         | 1947                    | Мемориальная табличка | Писатель                            |
|         | Браунинг, Элизабет Барретт            | 1806               | 1861               | 55         | 1906                    | Напольный камень | Поэт                                |
|         | Бёрни, Фанни                          | 1752               | 1840               | 87         | 2002                    | Мемориальная доска | писатель и драматург                |
|         | Бёрнс, Роберт                         | 1759               | 1796               | 37         | 1885                    | Мемориальный бюст работы Джона Стила (John Steell). Открыт 7 марта 1885 года Арчибальдом Пимроузом | Поэт                                |
|         | Сэмюэл Батлер                         | 1612               | 1680               | 68         | 1721                    | Мемориальный бюст | Поэт                                |
|         | Байрон, Джордж Гордон                 | 1788               | 1824               | 36         | 1969                    | Напольный камень | Поэт                                |
|         | Кэдмон Caedmon                        | приблизительно 657 | приблизительно 680 | неизвестно | 1966                    | Напольный камень | Поэт                                |
|         | Кэмпбелл, Джон                        | 1678               | 1743               | 64         | 1749                    | Памятник | Военный деятель                     |
|         | Льюис Кэрролл                         | 1832               | 1898               | 65         | 1982                    | Напольный камень | Писатель                            |
|         | Клэр, Джон                            | 1793               | 1864               | 70         | 1989                    | Напольный камень | Поэт                                |
|         | Кольридж, Сэмюэл Тейлор               | 1772               | 1834               | 61         | 1885                    | Мемориальный бюст | Поэт                                |
|         | Джордж Элиот                          | 1819               | 1880               | 61         | 1980                    | Напольный камень | Писатель                            |
|         | Элиот, Томас Стернз                   | 1888               | 1965               | 76         | 1967                    | Напольный камень | Поэт и драматург                    |
|         | Голдсмит, Оливер                      | 1728               | 1774               | 45         | 1776                    | Мемориальная табличка и бюст | Поэт и драматург                    |
|         | Гордон, Адам Линдсей                  | 1833               | 1870               | 36         | 1934                    | Мемориальный бюст | Поэт                                |
| …       | Джон Эрнест Грэйб                     | 1666               | 1711               | 44-45      | 1727                    | Памятник | Священнослужитель и теолог          |
|         | Грей, Томас                           | 1716               | 1771               | 54         | 1778                    | Памятник | Поэт и историк                      |
|         | Гейлс, Стивен                         | 1677               | 1761               | 83         | 1761                    | Памятник | Священнослужитель и учёный          |
|         | Геррик, Роберт                        | 1591               | 1674               | 83         | 1994                    | Мемориальная доска | Поэт                                |
|         | Хопкинс, Джерард Мэнли                | 1844               | 1889               | 44         | 1975                    | Напольный камень | Поэт                                |
|         | Хаусман, Альфред Эдвард               | 1859               | 1936               | 77         | 1996                    | Мемориальная доска | Поэт                                |
|         | Джеймс, Генри                         | 1843               | 1916               | 72         | 1976                    | Напольный камень | Писатель                            |
|         | Джонсон, Бен                          | 1572               | 1637               | 65         | 1723                    | Напольный камень | Драматург и поэт                    |
|         | Китс, Джон                            | 1795               | 1821               | 25         | 1954                    | Мемориальная доска с фреской | Поэт                                |
|         | Кебл, Джон                            | 1792               | 1866               | 73         | 1873                    | Бюст | Поэт                                |
|         | Лоуренс, Дэвид Герберт                | 1885               | 1930               | 44         | 1985                    | Напольный камень | Писатель и поэт                     |
|         | Лир, Эдвард                           | 1812               | 1888               | 75         | 1988                    | Напольный камень | Писатель и поэт                     |
|         | Линд, Дженни                          | 1820               | 1887               | 67         | 1894                    | Настенная табличка | Оперная певица                      |
|         | Льюис, Клайв Стейплз                  | 1898               | 1963               | 64         | 2013                    | Напольный камень | Прозаик, богослов                   |
|         | Лонгфелло, Генри Уодсворт             | 1807               | 1882               | 75         | 1884                    | Мемориальный бюст работы Брока, Томаса (англ. Thomas Brock), открыт 1 марта 1884. | Поэт                                |
|         | Мейтленд, Фредерик Уильям             | 1850               | 1906               | 56         | 2001                    | Напольный камень | Историк                             |
|         | Марло, Кристофер                      | 1564               | 1593               | 29         | 2002                    | Мемориальная доска | Драматург и поэт                    |
| …       | Мэйсон, Уильям William Mason          | 1725               | 1797               | 72-73      | 1799                    | Памятник | Поэт                                |
| …       | Мэй, Томас Thomas May                 | 1595               | 1650               | 54-56      | 1880                    | Настенный мемориальный камень | Поэт и драматург                    |
|         | Мильтон, Джон                         | 1608               | 1674               | 65         | 1737                    | Памятник | Поэт и писатель                     |
|         | Филлипс, Джон (John Phillips)         | 1676               | 1709               | 32         | 1710                    | Памятник | Поэт                                |
|         | Поуп, Александр                       | 1688               | 1744               | 56         | 1994                    | Настенная мемориальная панель | Поэт                                |
|         | Прингл, Джон                          | 1707               | 1782               | 74         | …                       | Памятник | Врач-физиолог                       |
|         | Причард, Ханна Hannah Pritchard       | 1711               | 1768               | 56-57      | …                       | Памятник. Позднее был перенесен в трифорий. | Актриса                             |
|         | Рёскин, Джон                          | 1819               | 1900               | 80         | 1902                    | Бронзовый портрет-медальон работы Эдварда Онслоу Форда (Onslow Ford). Открыт 8 февраля 1902, после разногласий относительно отношения Рёскина к памятникам такого рода как к выброшенным деньгам и уродованию архитектурного комплекса здания. | Поэт и критик                       |
|         | Скотт, Вальтер                        | 1771               | 1832               | 61         | 1897                    | Бюст работы шотландского скульптора Хатчинсона «прекрасно выполненная копия знаменитого бюста Шантри (англ. Francis Chantrey), находящегося в Эбботсфорде».                                                                                    | Писатель и поэт                     |
|         | Шэдвелл, Томас (Thomas Shadwell)      | c.1642             | 1692               | ~50        | c.1700                  | Памятник | Поэт и драматург                    |
|         | Шекспир, Уильям                       | 1564               | 1616               | 52         | 1740                    | Памятник | Драматург и поэт                    |
|         | Шарп, Грэнвилл Granville Sharp        | 1735               | 1813               | 77         | 1816                    | Памятник | Аболиционист, борец с работорговлей |
|         | Шелли, Перси Биши                     | 1792               | 1822               | 29         | 1954                    | Мемориальная доска | Поэт                                |
|         | Саути, Роберт                         | 1774               | 1843               | 68         | 1845                    | Памятник | Поэт                                |
|         | Теккерей, Уильям Мейкпис              | 1811               | 1863               | 52         | 1865                    | Бюст | Писатель                            |
|         | Томсон, Джеймс                        | 1700               | 1748               | 47         | 1762                    | Памятник | Поэт и драматург                    |
|         | Томас, Дилан                          | 1914               | 1953               | 39         | 1982                    | Напольный камень | Поэт и писатель                     |
|         | Троллоп, Энтони                       | 1815               | 1882               | 67         | 1993                    | Напольный камень | Писатель                            |
| …       | Винцент, Уильям William Vincent       | 1739               | 1815               | 76         | около 1815              | Памятник | Настоятель Вестминстерского собора  |
|         | Уайльд, Оскар                         | 1854               | 1900               | 46         | 1995                    | Мемориальная табличка | Драматург и писатель                |
|         | Вордсворт, Уильям                     | 1770               | 1850               | 80         | 1854                    | Памятник | Поэт                                |
|         | Уайет, Джеймс                         | 1746               | 1813               | 67         | …                       | Памятник | Архитектор                          |

## Поэты времён Первой мировой войны
В Уголке поэтов Вестминстерского аббатства установлен памятник 16 поэтам времён Великой войны (так в Великобритании называют Первую мировую войну), который представляет собой плиту из сланца, на которой начертаны их имена. Памятник был открыт 11 ноября 1985 года, в 67 годовщину Компьенского перемирия.
| Портрет | Поэт                                | Родился | Умер | Возраст на момент начала войны | Данные о военной службе | Данные о поэзии |
| ------- | ----------------------------------- | ------- | ---- | ------------------------------ | --- | --------------- |
| …       | Олдингтон, Ричард                   | 1892    | 1962 | 22                             | Поступил на военную службу в 1916 Комиссован в 1917 Младший Лейтенант Королевский сассекский полк                                | …               |
|         | Биньон, Лоуренс (Laurence Binyon)   | 1869    | 1943 | 44                             | Ушел добровольцем в 1915 и 1916 Британский госпиталь для французских солдатов                                                    | …               |
| …       | Бланден, Эдмунд (Edmund Blunden)    | 1896    | 1974 | 17                             | Призван в августе 1915 Младший лейтенант Королевский сассекский полк                                                             | …               |
|         | Брук, Руперт                        | 1887    | 1915 | 27                             | Призван в августе 1914 Младший лейтенант флота Королевский военный флот                                                          | …               |
| …       | Гибсон, Уилфрид (Wilfrid Gibson)    | 1878    | 1962 | 35                             | После нескольких отказов был зачислен в октябре 1917 года Служба тылового обеспечения (Транспортные войска) На фронт не попал    | …               |
| …       | Грейвс, Роберт                      | 1895    | 1985 | 19                             | Произведен в звание в 1914 Королевский уэльский фузилерный полк                                                                  | …               |
|         | Гринфелл, Джулиан (Julian Grenfell) | 1888    | 1915 | 26                             | Призван в 1910 году Капитан (на момент смерти) Королевский драгунский полк                                                       | …               |
| …       | Герни, Айвор Ivor Gurney            | 1890    | 1937 | 23                             | Рядовой Глостерширский полк | …               |
| …       | Джонс, Дэвид (David Jones)          | 1895    | 1974 | 18                             | Королевский уэльский фузилерный полк                                                                                             | …               |
| …       | Николс, Роберт (Robert Nichols)     | 1893    | 1944 | 20                             | Произведен в звание в 1914 году Королевская артиллерия                                                                           | …               |
|         | Уилфред Оуэн Wilfred Owen           | 1893    | 1918 | 21                             | Призван в 1915 Произведен в звание в 1916 году Младший лейтенант Манчестерский полк                                              | …               |
|         | Рид, Герберт                        | 1893    | 1968 | 20                             | Капитан Green Howards | …               |
|         | Розенберг, Айзек                    | 1890    | 1918 | 23                             | Призван в октябре 1915 года 12-й Саффолкский полк Собственный королевский полк в Ланкастере                                      | …               |
| …       | Сассун, Зигфрид (Siegfried Sassoon) | 1886    | 1967 | 27                             | Призван в 1914 году Произведен в звание в мае 1915 года Капитан (на момент окончание войны) Королевский уэльский фузилерный полк | …               |
|         | Сорли, Чарльз (Charles Sorley)      | 1895    | 1915 | 19                             | Призван в 1914 году Капитан (на дату смерти) Саффолкский полк                                                                    | …               |
| …       | Томас, Эдвард                       | 1878    | 1917 | 36                             | Призван в июле 1915 года Произведен в звание в ноябре 1916 года Артиллерийский гарнизон английских войск                         | …               |

## Королевский балет
Мемориал в форме каменной плиты в полу, был установлен 17 ноября 2009 в память о четырёх основателях Королевского балета.
| Портрет | Имя                               | Родился | Умер | Возраст | Вклад в балет |
| ------- | --------------------------------- | ------- | ---- | ------- | ------------- |
|         | Нинетт де Валуа                   | 1898    | 2001 | 102     | …             |
| …       | Фредерик Эштон (Frederick Ashton) | 1904    | 1988 | 84      | …             |
|         | Констант Ламберт Constant Lambert | 1905    | 1951 | 45      | …             |
|         | Фонтейн, Марго                    | 1919    | 1991 | 71      | …             |

## В иных частях аббатства
Поэты и писатели, увековеченные в иных частях Вестминстерского аббатства, вне пределов Уголка поэтов.
| Портрет | Имя                                         | Родился | Умер | Возраст | Год установки мемориала | Описание мемориала    | Род деятельности                  |
| ------- | ------------------------------------------- | ------- | ---- | ------- | ----------------------- | --------------------- | --------------------------------- |
| …       | Эйтон, Роберт (Robert Ayton)                | 1570    | 1638 | 67-68   |                         | Бюст                  | Поэт                              |
|         | Бен, Афра                                   | 1640    | 1689 | 48      |                         | Надгробие             | Писатель и драматург              |
|         | Бульвер-Литтон, Эдвард                      | 1803    | 1873 | 69      |                         | Надгробие             | Писатель и поэт                   |
|         | Баньян, Джон                                | 1628    | 1688 | 59      | 1912                    | Мемориальная табличка | Писатель                          |
|         | Кэвендиш, Маргарет                          | 1623    | 1673 | 69-70   |                         | Памятник              | Писатель и поэт                   |
|         | Уильям Кавендиш                             | 1592    | 1676 | 84      |                         | Памятник              | Драматург и поэт                  |
|         | Конгрив, Уильям                             | 1670    | 1729 | 58      | ок.1730                 | Памятник              | Драматург и поэт                  |
|         | Кауард, Ноэл                                | 1899    | 1973 | 73      | 1984                    | Напольный камень      | Драматург и композитор            |
|         | Купер, Уильям                               | 1731    | 1800 | 68      | 1876                    | Мемориальная табличка | Поэт и автор гимнов               |
|         | Диллон, Уэнтуорт                            | 1637    | 1685 | 47-48   |                         | Могила потеряна       | Поэт                              |
|         | Дизраэли, Бенджамин                         | 1804    | 1881 | 76      | 1884                    | Памятник              | Государственный деятель, писатель |
|         | Герберт, Джордж (George Herbert)            | 1593    | 1633 | 39      | 1876                    | Мемориальная доска    | Поэт и оратор                     |
|         | Говард, Роберт (драматург) (Robert Howard)  | 1626    | 1698 | 72      |                         |                       | Драматург                         |
|         | Кингсли, Чарльз                             | 1819    | 1875 | 55      | 1875                    | Бюст                  | Писатель                          |
|         | Лоуэлл, Джеймс Расселл                      | 1819    | 1891 | 72      |                         | Табличка              | Поэт                              |
|         | Морис, Фредерик Денисон (F. D. Maurice)     | 1805    | 1872 | 66      | 1932                    | Bust                  | Author                            |
|         | Олдфилд, Энни (Anne Oldfield)               | 1683    | 1730 | 47      |                         | Надгробие             | Актриса                           |
|         | Генри Спилман (Henry Spelman)               | ок.1564 | 1641 | 76-77   |                         | Надгробие             | Антиквар                          |
|         | Артур Пенри Стэнли (Arthur Penrhyn Stanley) | 1815    | 1881 | 65      | 1884                    | Могила и скульптура   | Писатель                          |
|         | Уоттс, Исаак (Isaac Watts)                  | 1674    | 1748 | 74      | 1779                    | Памятник              | сочинитель церк. гимнов           |